# Soloneț (okręg Suczawa)
Soloneț – wieś w Rumunii, w okręgu Suczawa, w gminie Todirești. W 2011 roku liczyła 1527 mieszkańców. 